# Günther Schwarberg
Günther Schwarberg (* 14. Oktober 1926 in Vegesack; † 3. Dezember 2008 in Hamburg) war ein deutscher Journalist und Autor. Weithin bekannt wurde sein Buch Der SS-Arzt und die Kinder vom Bullenhuser Damm, in dem er die Ermordung von 20 jüdischen Kindern schilderte.

## Biografie

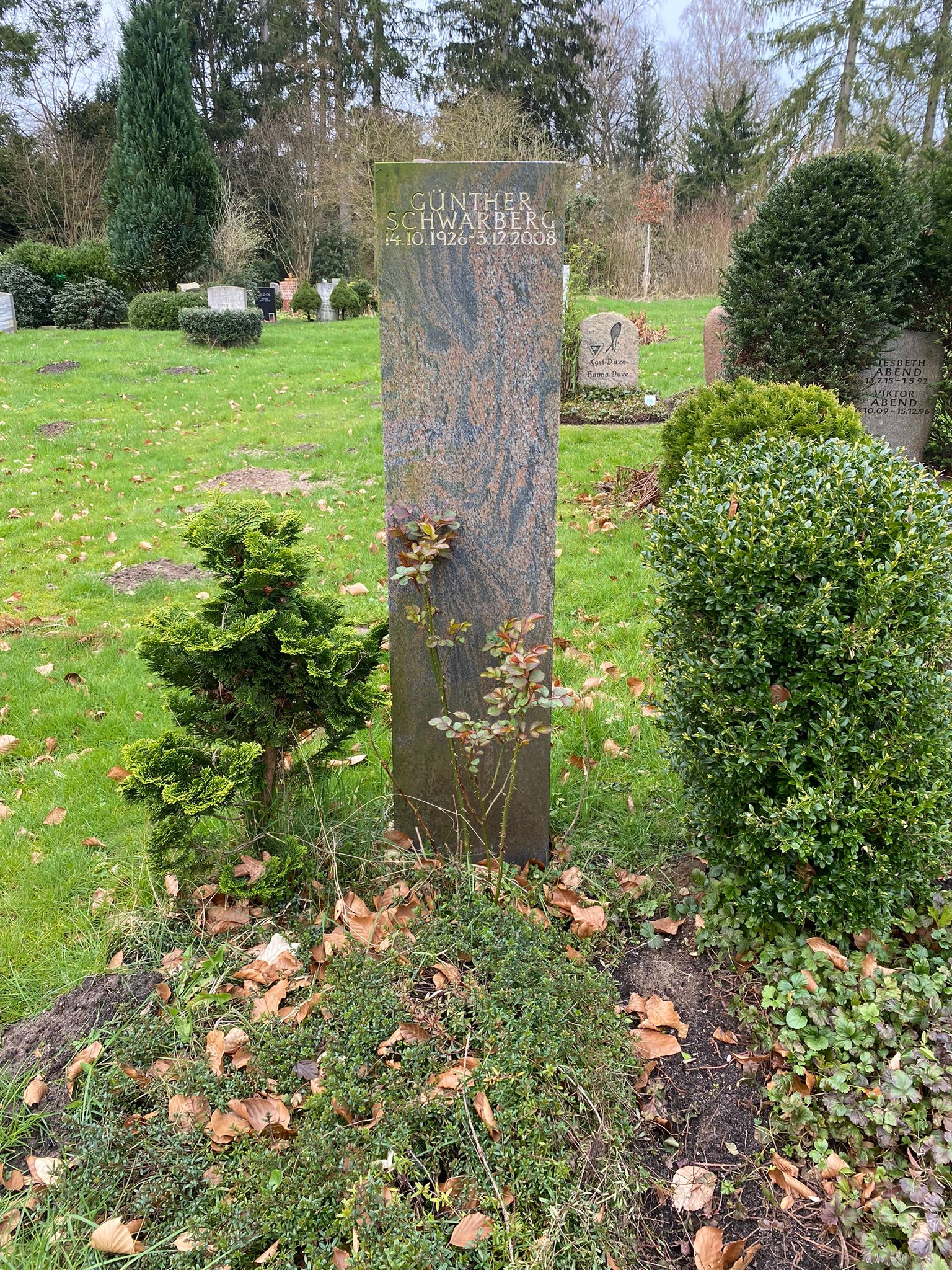
Grabstätte auf dem Friedhof Wohldorf

Der Sohn eines Lehrers wurde in Gegnerschaft zur nationalsozialistischen Weltanschauung erzogen. Seine Schulzeit im „Dritten Reich“ bezeichnet er als unfroh. Mit 16 Jahren wurde Schwarberg als Luftwaffenhelfer eingesetzt. Die Befreiung, die er im Gegensatz zu vielen Deutschen nicht als Kapitulation empfand, erlebte er auf einem Kriegsschiff in der Ostsee und ging am 10. Mai 1945 in Gefangenschaft. Nach kurzer, vergleichsweise milder Gefangenschaft konnte er als Volontär beim Bremer Weser-Kurier anfangen. Über die Bremer Nachrichten, Radio Bremen und eine freie Düsseldorfer Nachrichtenagentur kam er zum Hamburger Wochenmagazin Stern, wo er mehr als 20 Jahre blieb. Seine journalistischen Beiträge stellten die Opfer des Faschismus und die Widerstandskämpfer in den Mittelpunkt.
Aus einer Stern-Artikelserie über ein NS-Kriegsverbrechen am Hamburger Bullenhuser Damm erwuchs Schwarberg eine selbstgestellte Lebensaufgabe. Es dürfte allein Schwarbergs Beharrlichkeit zu verdanken sein, dass die Namen der 20 jüdischen Kinder, die dort im Keller einer Schule noch in den letzten Kriegstagen grausam ermordet wurden, nicht in Vergessenheit geraten sind. Es gelang ihm, die meisten Kinder zu identifizieren und Angehörige zu finden. Sein Buch Der SS-Arzt und die Kinder vom Bullenhuser Damm fand weite Verbreitung. Mit überlebenden Angehörigen aus aller Welt gründete Schwarberg die Vereinigung Kinder vom Bullenhuser Damm. Die Schaffung der Gedenkstätte am Bullenhuser Damm mit dem benachbarten Rosengarten geht auf die Initiative dieser Vereinigung zurück, in der Schwarberg lange als Vorsitzender amtierte. 1988 wurde ihm für sein Engagement die Anne-Frank-Medaille verliehen. Seiner Frau Barbara Hüsing, die seine Arbeit für die Gedenkstätte „Kinder vom Bullenhuser Damm“ fortführt, wurde im März 2024 das Bundesverdienstkreuz überreicht
Schwarberg veröffentlichte 2007 seine journalistischen Erinnerungen unter dem Titel Das vergess ich nie. Er kritisiert darin seine Weser-Kurier-Kollegen Felix von Eckardt und Manfred Hausmann. Nach Henri Nannens Abdankung habe Schwarberg zunehmend Schwierigkeiten gehabt, „sozialen Zündstoff“ im Stern unterzubringen – „die bunte Harmlosigkeit füllt das Heft“.
Schwarberg wurde 2008 auf dem Friedhof Wohldorf beigesetzt.
2014 wurde in Hamburg-Schnelsen der Günther-Schwarberg-Weg nach ihm benannt.

## Werke
- Der SS-Arzt und die Kinder vom Bullenhuser Damm. Gruner + Jahr, Hamburg 1979, ISBN 3-570-02940-9.
- Der Juwelier von Majdanek. Gruner + Jahr, Hamburg 1981, ISBN 3-570-02526-8.
- Angriffsziel Cap Arcona. Gruner + Jahr, Hamburg 1983, ISBN 3-570-07027-1.
- mit Lea Rosh: Der letzte Tag von Oradour. Steidl Verlag, Göttingen 1988, ISBN 3-88243-092-3.
- Die Bewältigung - Oradour. ARD-Dokumentarfilm, 85 Minuten. Regie: Lea Rosh u. Günther Schwarberg.
- Die letzte Fahrt der Exodus. Steidl Verlag, Göttingen 1988, ISBN 3-88243-097-4.
- Die Mörderwaschmaschine. Steidl Verlag, Göttingen 1990, ISBN 3-88243-150-4.
- Das Getto. Bildband über das Warschauer Ghetto. Steidl Verlag, Göttingen 1993, ISBN 3-88243-108-3.[9]
- Meine zwanzig Kinder. Steidl Verlag, Göttingen 1996, ISBN 3-88243-431-7.
- Es war einmal ein Zauberberg. Eine Reportage aus der Welt des deutschen Zauberers Thomas Mann. Rasch und Röhring, Hamburg 1996, ISBN 3-89136-599-3.[10]
- Sommertage bei Bertolt Brecht. Tagebuchskizzen unter dem dänischen Strohdach. Rasch und Röhring, Hamburg 1997, ISBN 3-89136-613-2.
- Bremer Geschichten. Donat Verlag, Bremen 1999, ISBN 3-931737-83-7.
- Dein ist mein ganzes Herz. Die Geschichte von Fritz Löhner-Beda, der die schönsten Lieder der Welt schrieb, und warum Hitler ihn ermorden ließ. Steidl Verlag, Göttingen 2000, ISBN 3-88243-715-4.[11]
- Das vergess ich nie. Erinnerungen aus einem Reporterleben. Steidl Verlag, Göttingen 2007, ISBN 978-3-86521-560-4.